# Troïlos

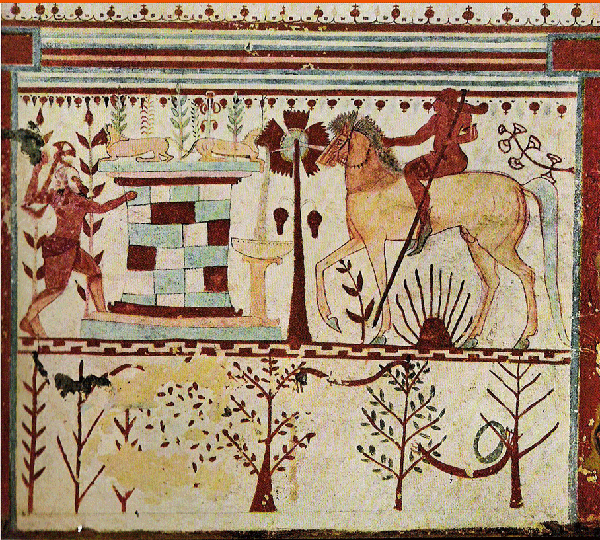
Troilos (te paard) wordt opgewacht door Achilleus, die zich achter de fontein verschuilt. Etruskische grafschildering in de Tomba dei Tori te Tarquinia (6e eeuw v.Chr.).

Troïlos (Oudgrieks: Τρωΐλος) of Troïlus (Latijn), ook geschreven als Troilos / Troilus, is een figuur uit de Griekse mythologie. Hij is de vijfde en jongste zoon van het koningspaar Priamus en Hekabe van Troje, en daarmee een broer van Hektor, Paris, Deïphobos, Helenos, Kreousa, Kassandra en Polyxena. Volgens Stesichoros was hij niet een zoon van Priamos maar van Apollon.
Hij was verliefd op Briseïs, en was erg bedroefd toen Briseïs naar haar vader in het Griekse kamp werd gestuurd.
In de Trojaanse Oorlog vecht Troïlos tegen Achilles en Diomedes. De ziener Kalchas had voorspeld dat Troje voorbestemd was niet te vallen als Troïlos de leeftijd van twintig jaar kon bereiken. Maar dit laatste gebeurde niet. Bij Vergilius en bij (Pseudo-)Apollodoros staat vermeld dat de jongen door Achilles vanuit een hinderlaag werd gedood toen hij bij een bron buiten de stad zijn paarden te drinken wilden geven. Deze versie van het verhaal wordt bevestigd door voorstellingen op archaïsche vazen, onder meer de Françoisvaas en op grafschilderingen (zie afbeelding). Daarnaast gaat een ander verhaal dat Achilles verliefd was geworden op Troïlos en hem doodde uit wrok omdat hij niet op zijn avances in wilde gaan.
In de Middeleeuwen werd aan de verhalencyclus een romance tussen Troïlos en Kressida toegevoegd.
- Bibliothèque nationale de France: cb12184450w (data)
- Gemeinsame Normdatei: 118869604
- Library of Congress Control Number: sh86005030
- Nationale Bibliotheek van Israël: 987007560798505171
- Système universitaire de documentation: 07860074X
- Virtual International Authority File: 30334623